# Tomáš Týn
Tomáš Týn (Brno, 3 de maio de 1950 — Heidelberg, 1 de janeiro de 1990) foi um religioso e filósofo católico tcheco dominicado que ensinou por muito tempo na Itália.

## Biografia
Educado em ambiente católico e devoto de São Domingos de Gusmão, iniciou o noviciado dominicano em 28 de setembro de 1969 em Warburg, em Vestfália. Estudou em Bolonha onde seguiu o curso filosófico-teológico e conseguiu uma licença.
Em 1972, com só 22 anos, publicou em latim um ensaio no qual refutava a teologia moral de Karl Rahner. Segundo Tomáš Týn, Rahner "caiu em erros teológicos por haver acolhido falsidades em filosofia. [...] Cada erro do modernismo consiste no fato que este esse não sabe ponderar a relação da razão humana com a verdade de fé caindo em um tradicionalismo irracional ou em um racionalismo exagerado". A falsidade filosófica eram, segundo Týn aquelas do existencialismo.
Em 29 de junho de de 1975 foi ordenado sacerdote pelo Papa Paulo VI . Avesso ao comunismo, atribuiu à essa oposição a origem de sua vocação, como recordou durante uma homilia sobre Nossa Senhora de Fátima em 1987: "é ao comunismo que devo a minha vocação religiosa e bendito e louvado seja o Senhor".
Conseguiu um doutorado em teologia na Pontifícia Universidade São Tomás de Aquino de Roma em 1978 com uma dissertação intitulada "A ação divina e a liberdade humana no processo da justificação segundo a doutrina de Santo Tomás de Aquino".
De 1980 a 1985 foi assistente eclesiástico da comunidade R/S do grupo Scout AGESCI Castel Maggiore 1.
A partir de 1987 ensinou como professor de teologia moral junto ao "Studium" dominicano de Bolonha para onde foi após a ordenação sacerdotal.
Teve uma relação epistolar com o então Cardeal Ratzinger, prefeito da Congregação para a Doutrina da Fé e futuro Papa Bento XVI, iniciado em 4 de agosto de 1985, festa de São Domingos. Tomáš Týn lhe escreveu para saudá-lo pelo volume "Rapporto sulla Fede" e para falar também dos problemas atuais da Igreja. O Cardeal lhe responde dizendo estar em "plena concordância" com ele.
Como recorda Alberto Strumia, era um "admirador das grandes figuras do movimento Comunhão e Libertação então vivo: don Luigi Giussani, o fundador, don Francesco Ricci, que publicava a revista ". Compreende-se claramente o particular apreço pelo trabalho de Ricci e de seu Centro studi Europa orientale,  por causa da atividade de tradução e publicação dos textos de dissidentes de regimes comunistas. Ainda quanto a isso, forte era sua sintonia com o seu discípulo Marcello Landi.
Depois de ter oferecido a própria vida em troca da libertação da sua pátria das mãos do comunismo ateu, morreu dia 1 de janeiro de 1990 em Neckargemünd, na Alemanha, junto aos pais, por causa de um mal repentino. Em seu túmulo, em Neckargemünd, é citado o verso do salmo 42: "Et introibo ad altare Dei, ad Deum qui laetificat juventutem meam".
A causa de sua canonização foi iniciada em 1991 por Carlo Caffarra, Cardeal Arcebispo de Bolonha.

## Pensamento teológico
Teologicamente Tomáš Týn se concentrou nos temas da graça, do livre arbítrio e da redescoberta da tradição católica, que defendeu afirmando sobretudo que "sem esse amor pela tradição não há verdadeira cristianismo". O pensamento de Tomáš Týn é uma visão de conjunto da doutrina católica apresentada de modo sistemático, seja no seu aspecto teológico seja no aspecto filosófico, na escola de São Tomás de Aquino.
Foi acusado de tradicionalismo, visto que era contrário ao progressismo católico. O seu biógrafo padre Cavalcoli o definiu como um "tradicionalista pós-conciliar", fazendo notar que, embora com posições contrárias ao progressismo católico, nunca renegou sua fé na Igreja Católica.
Duríssimas foram as posições do religioso nos confrontos sobre pacifismo, associado (em seu dizer) ao satanismo e ao gnosticismo
Caros irmãos, o agir de Deus verdadeiramente é uma espada. Sei que é muito fácil nos dias de hoje ser atraído por aquele movimento intelectual pseudopacifista que não ama a espada de nenhum tipo e muito menos a espada de Deus. Mas é assim: Deus com a espada da sua onipotente palavra cortou as trevas da luz. (...) Vede a gnose, a rebelião humana que segue a rebelião satânica, visto que o primeiro gnóstico foi Satanás, consiste nisso: não reconhecer a nossa diferença com Deus, não reconhecer que a luz é separada das trevas. A gnose quer misturar a luz com as trevas, entendeis?  Homilia sobre Maria Santíssima no tempo pascal

## Escritos
- Metafisica della sostanza. Partecipazione e analogia entis, Ed. Studio Domenicano, Bologna 1991
- L'azione divina e la libertà umana nel processo della giustificazione secondo la dottrina di S. Tommaso d'Aquino: (il confronto tra l'azione divina e gli atti del libero arbitrio nella giustificazione), 1979
- La beata sempre Vergine Maria Madre di Dio: omelie mariane Associazione Figli Spirituali di Padre Tomáš Týn, 2004

- Este artigo foi inicialmente traduzido, total ou parcialmente, do artigo da Wikipédia em italiano cujo título é «Tomáš Týn».